# 戦災復興院告示第252号
戦災復興院告示第252号（せんさいふっこういんこくじだい252ごう）は、1946年12月7日に戦災復興院が発表した、東京地区の地下鉄整備計画である。「東京復興都市計画高速鉄道」として5路線を決定している。
この計画のうち4号線については、1953年11月4日に建設省告示第1400号によって、1956年6月16日に建設省告示第1004号によって改訂されている。全体的な改定は、1956年8月14日の都市交通審議会答申第1号「東京及びその周辺における都市交通に関する第一次答申」、および1957年6月17日の建設省告示第835号「東京都市計画高速鉄道網」よって行われている。

## 東京復興都市計画高速鉄道
| 路線  | 区間 | 延長距離                            | 延長距離                         | 免許               | 免許                                                   | 開業状況                              | 開業状況                               |
| 路線  | 区間 | 1946年12月7日 戦災復興院告示第252号 | 1953年11月4日 建設省告示第1400号 | 事業者             | 区間                                                   | 1946年12月                            | 1956年8月                              |
| ----- | --- | ----------------------------------- | -------------------------------- | ------------------ | ------------------------------------------------------ | ------------------------------------- | -------------------------------------- |
| 1号線 | 武蔵小山 - 五反田 - 田町 - 虎ノ門 - 日比谷 - 銀座 - 茅場町 - 浅草橋 - 上野広小路 - 本郷三丁目 - 巣鴨 - 板橋１丁目  | 23.9 km                             | 同左                             | 帝都高速度交通営団 | 馬込町 - 五反田 - 三田二丁目 - 巣鴨、品川 - 三田二丁目 | 未開業                                | 未開業                                 |
| 2号線 | 祐天寺 - 恵比寿 - 虎ノ門 - 市ヶ谷 - 神田 - 浅草橋 - 田原町 - 北千住、 浅草橋 - 錦糸町                              | 23.8 km                             | 同左                             | 帝都高速度交通営団 | 恵比寿 - 南千住                                        | 未開業                                | 未開業                                 |
| 3号線 | 大橋 - 渋谷 - 赤坂見附 - 虎ノ門 - 新橋 - 銀座 - 日本橋 - 神田 - 上野広小路 - 上野 - 田原町 - 雷門                  | 16.1 km                             | 同左                             | 帝都高速度交通営団 | 渋谷 - 浅草                                            | 営団地下鉄銀座線 渋谷 - 浅草、14.3 km | 同左 14.3 km                           |
| 4号線 | 富士見町 - 新宿 - 四谷 - 赤坂見附 - 永田町 - 日比谷 - 東京 - 神田 - 御茶ノ水 - 本郷三丁目 - 富坂町 - 池袋 - 向原町 | 22.1 km                             | 22.3 km                          | 帝都高速度交通営団 | 新宿 - 池袋                                            | 未開業                                | 営団地下鉄丸ノ内線 東京 - 池袋、8.7 km |
| 5号線 | 中野 - 高田馬場 - 水道橋 - 日本橋 - 東陽町                                                                         | 15.7 km                             | 同左                             | 帝都高速度交通営団 | 高田馬場 - 東陽町二丁目                                | 未開業                                | 未開業                                 |
| 計    | - | 101.6 km                            | 101.8 km                         | -                  | -                                                      | 14.3 km                               | 23.0 km                                |

帝都高速度交通営団は、1949年4月28日に所持していた路線免許を告示に合わせるための変更申請を行い、同年5月23日に運輸省より認可を受けた。ただし、すでに免許を得ていた区間を除けば、免許は山手線の内側までに限られていた。